# Женщина в дельфине
«Женщина в дельфине» (нем. Die Frau im Delphin) — немой немецкий фильм-драма 1920 года режиссёра Артура Кикебуша-Бренкена. Единственная работа Белы Лугоши для студии Gaci Film. Оператором фильма был Карл Фройнд, который в 1929 году эмигрировал в США и больше всего прославился в качестве режиссёра фильма «Мумия» с Борисом Карлоффом в главной роли.
По состоянию на 2021 год фильм считается утерянным.

## Сюжет
О сюжете фильма известно мало, в настоящее время он считается утерянным. Благодаря рекламному тексту одного из изданий о сюжете известна следующая информация.
Профессиональный вор Том Билл крадёт очень ценный алмаз из сейфа и скрывается. Также он узнал «секреты пневматической камеры, позволяющей перемещаться между подводной лодкой и поверхностью океана». Эллинора преследует его, и алмаз на время теряется в подводном буе. В конце концов Тому удаётся продать «чудесную репродукцию» алмаза американскому миллиардеру Гордону. Они обманули друг друга, поскольку миллиардер заплатил Тому «просроченными банкнотами».
В фильме присутствуют аварии, крушения и кражи. Действия происходят на автомобиле, самолёте и подводной лодке.

## В ролях

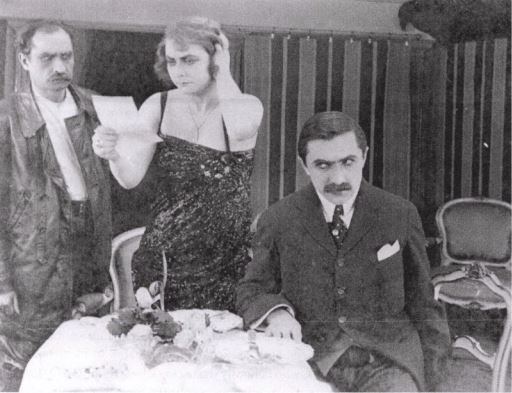
Кадр из фильма.

| Актёр            | Роль             |
| ---------------- | ---------------- |
| Эмили Санном     | Элеонора Вингорд |
| Магнус Штифтер   | Гордон           |
| Рудольф Хильберг | принц            |
| Бела Лугоши      | Том Билл         |
| Эрнст Питтшау    | Гарольд Холм     |
| Жак Вандрик      | роль неизвестна  |
| Макс Цильцер     | роль неизвестна  |

## Производство
Оператором фильма был Карл Фройнд, который в дальнейшем работал с крупнейшими режиссёрами немецкого экспрессионизма. Он работал в качестве оператора над такими фильмами как: «Голем» (1920), «Голова Януса» (1920), «Метрополис» (1927), а после эмиграции в США в 1929 году над фильмами «Дракула» (1931) и «Гордость и предубеждение» (1940). В качестве режиссёра он снял фильм ужасов «Мумия» (1932). Одним из партнёров Лугоши по фильму был Эрнст Питтшау. Он играл лорда Генри Уоттона в фильме Рихарда Освальда «Портрет Дориана Грея» (1917), ту самую роль, которую Лугоши исполнил в экранизации Альфреда Деэши «Король жизни» (1917).
Студийные съёмки фильма начались примерно в конце января, начале февраля 1920 года и закончились к середине февраля, после чего актёры отправились на побережье, чтобы «завершить технически и художественно сложные натурные съёмки».
Премьера фильма состоялась в ноябре 1920 года в кинотеатре Lichtspiele Unter. Фильм стал одним из самых разрекламированных и самых финансово успешных из немецких фильмов Лугоши.

## Критика

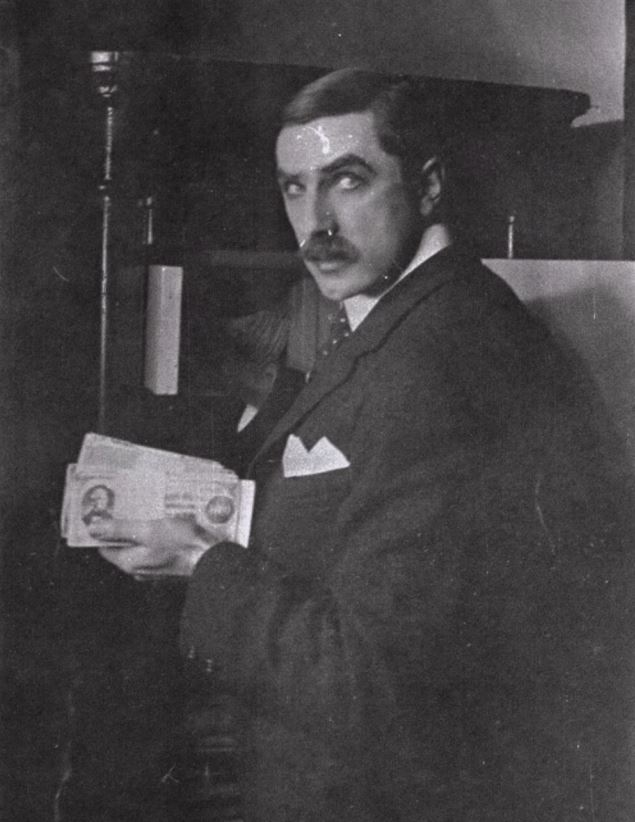
Бела Лугоши в роли Тома Билла.

Издание Lichtbild-Biihne сообщало, что фильм имел огромный успех на показе в Нюрнберге для прессы и потенциальных дистрибьюторов 3 ноября 1920, «который не уступал успеху после показа в Северной Германии». Хорошо выполненные ночные съёмки и игра Эмили Санном вызвали восхищение зрителей. Рецензия в газете B.Z. am Mittag утверждала: «Сценарий, который оставался ясным и чётким на протяжении всего фильма, грамотно вплетал элементы детективной истории в приключения миллиардера. Режиссура и декорации во многих отношениях образцовые!». Газета также отметила большие финансовые затраты на фильм, сказав, что они не прошли даром. Рецензенты назвали операторскую работу «превосходной», особенно отметив «несколько эпизодов с использованием искусственного освещения или ночных съёмок». Были отмечены и работы актёров, в особенности Эмилли Санном, игру которой назвали «выдающейся».